# Ars moriendi
Ars moriendi («L'arte di morire») è il nome di due scritti latini, correlati fra loro, che contengono suggerimenti sui protocolli e le procedure per una buona morte, con dei testi su come «morire bene» secondo i precetti cristiani del tardo Medioevo. Sono stati scritti tra il 1415 e il 1450, in un periodo in cui la società aveva assistito agli orrori della peste nera e alle conseguenti rivolte popolari. La sua popolarità era tale che fu tradotta nella maggior parte delle lingue dell'Europa occidentale, e fu la prima opera che diede il via a una successiva tradizione letteraria occidentale di guide sulla morte.

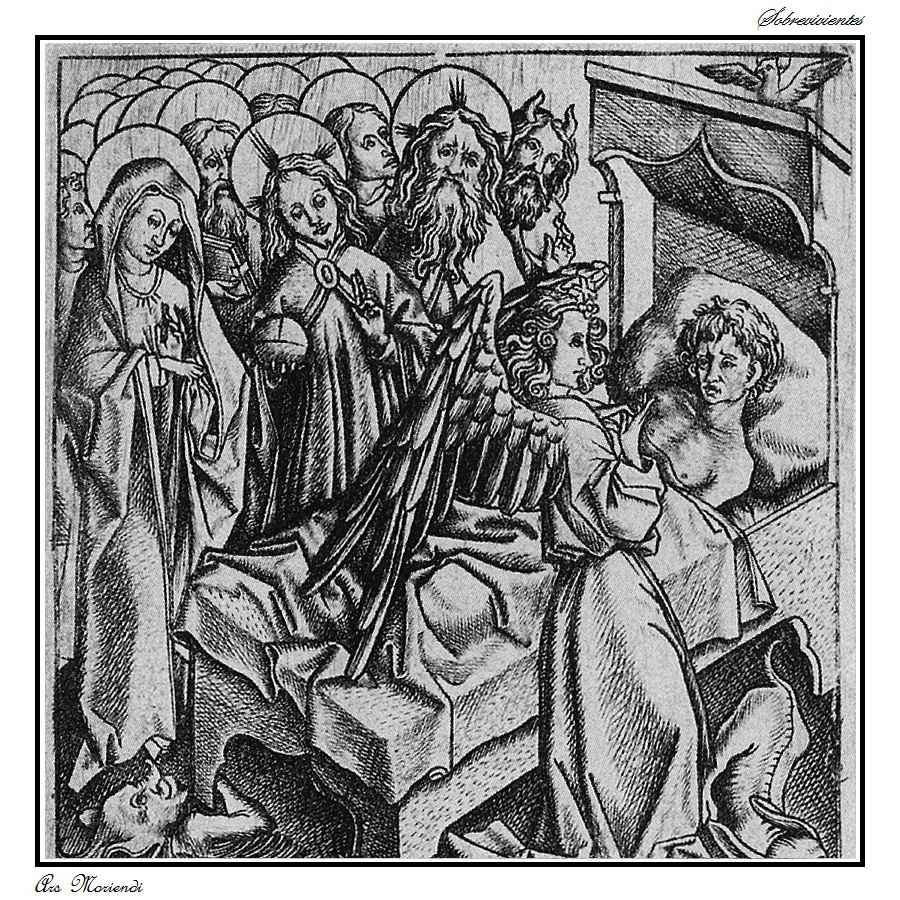
Angeli, spiriti, ed entità astrali che assistono la dipartita di un moribondo.

In origine ci fu una versione lunga, quindi una versione breve, quest'ultima costituita da undici xilografie istruttive in modo da poter essere spiegata e memorizzata facilmente.

## Storia
La necessità di prepararsi alla propria morte era ben nota nella letteratura medievale attraverso scene di agonia sul letto di morte, ma prima del XV secolo non vi era alcuna tradizione letteraria sul come prepararsi per morire, cosa significasse morire in un buon modo o come fare. I protocolli, i rituali e le consolazioni sul letto di morte erano generalmente riservati ai servizi di un sacerdote. 
L'Ars moriendi fu una risposta innovativa della Chiesa cattolica alle mutate condizioni causate dalla peste nera. In particolare i ranghi ecclesiastici erano stati duramente colpiti, e ci sarebbero volute generazioni per sostituire tutti i sacerdoti sia in quantità che in qualità; il testo e le immagini fornivano i servizi di un "prete virtuale" per il popolo, un'idea che solo 60 anni prima sarebbe stata un'impensabile intrusione nei poteri della chiesa. 

## Versione lunga
La versione originale "lunga", chiamata Tractatus (o Speculum) artis bene moriendi, fu scritta nel 1415 da un frate domenicano anonimo, probabilmente sotto ordine del Concilio di Costanza (tenutosi in Germania tra il 1414 e il 1418). Fu letta e tradotta nella maggior parte delle lingue dell'Europa occidentale, ed era molto popolare in Inghilterra, dove una tradizione letteraria a proposito della morte consolatoria basata su di essa sopravvisse fino al XVII secolo con Holy Living and Holy Dying ("Vivere e morire santamente"), il quale fu il climax artistico della tradizione letteraria che era cominciata con Ars moriendi. Anche l'Ars moriendi stessa era fra i primi libri stampati con la tipografia, e prima del 1500 avevano circolato ampiamente quasi 100 edizioni, in particolare in Germania. La "versione lunga" sopravvive in quasi 300 versioni manoscritte, di cui solo una illustrata.

### Capitoli della "versione lunga"
L'Ars moriendi si compone di sei capitoli:
1. Il primo capitolo spiega che morire ha un lato buono, e serve a confortare i moribondi e a insegnare che la morte non è qualcosa da temere.
2. Il secondo capitolo descrive le cinque tentazioni che affliggono un moribondo, e come evitarle. Queste tentazioni sono: la mancanza di fede, la disperazione, l'impazienza, l'orgoglio spirituale e l'avidità.
3. Il terzo capitolo elenca le sette domande da porre al moribondo, insieme alla consolazione attraverso i poteri di redenzione di Cristo.
4. Il quarto capitolo esprime la necessità di imitare la vita di Cristo.
5. Il quinto capitolo è destinato alla famiglia e agli amici, definendo i canoni di comportamento sul letto di morte.
6. Il sesto capitolo tratta la preghiera corretta per i moribondi.

## Versione breve
La versione breve, la cui apparizione precede a breve l'introduzione della xilografia (libri a stampa di xilografia, con immagini e blocchi di testo nello stesso blocco) nel 1460, nei Paesi Bassi nel 1450. È principalmente un adattamento del secondo capitolo della versione lunga, e contiene undici disegni effettuati con stampe xilografe. Le prime dieci stampe sono divise in cinque coppie: un disegno della coppia indica una delle 5 tentazioni del diavolo, e il secondo disegno mostra il rimedio appropriato per tale tentazione. L'ultima stampa mostra l'uomo morente, probabilmente dopo aver attraversato con successo il labirinto di tentazioni, di essere stato accettato in paradiso, e dei diavoli che tornano di fretta all'inferno.
La versione breve era tanto popolare quanto la versione lunga. Ci sono sei manoscritti della versione breve, la maggior parte non illustrati, e più di venti edizioni illustrate xilograficamente, con 13 coppie di immagini differenti.

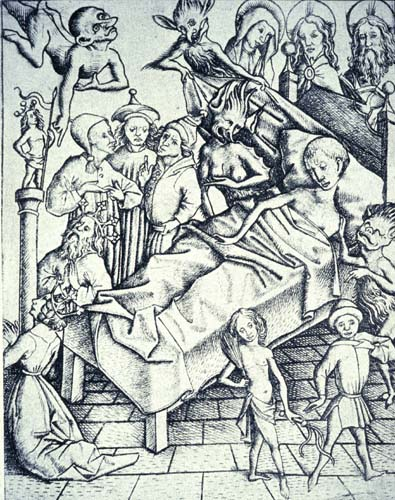
Tentazione alla mancanza di fede, disegnata dal Maestro E.S. (1450 circa)

## Illustrazioni
Oltre alle undici diverse serie di xilografie, una serie in incisione era del Maestro E.S. L'annosa controversia sui loro rispettivi autori e sull'ordine cronologico è stata risolta con la scoperta, da parte di Fritz Saxl, di un manoscritto miniato anteriore, e di molto antecedente al 1450, dalla cui tradizione derivano chiaramente le immagini delle versioni successive a stampa. Studi sulle watermark dei libri a impressione, effettuati da Allen Stevenson al British Museum negli anni Sessanta, hanno confermato che nessuna di esse è precedente agli anni 1460, così le incisioni del Maestro E. S. sono le prime versioni impresse a stampa, con una datazione intorno agli anni 1450. Le immagini rimangono sostanzialmente le stesse in tutti gli esemplari della restante parte del secolo. Esiste un numero eccezionale di edizioni a incunabolo, circa una settantina, in una gran varietà di lingue, dal catalano all'olandese, la prima delle quali, del 1474 circa, proviene da Colonia. 
Le immagini raffiguravano, in modo allegorico, la contesa tra angeli e demoni sul destino del moribondo. Nell'agonia che lo conduce alla morte, l'anima emerge dalla bocca del morituro per essere accolta da uno degli angeli di una schiera. L'anima era spesso raffigurata come una persona in miniatura il cui destino è esser scortata in Paradiso dagli angeli, o destinata alle fiamme dell'Inferno, o inviata a trascorrere anni di penitenza in Purgatorio. Tra i temi comuni trattati dagli illustratori vi sono il Giudizio Universale, scheletri, cadaveri, e le forze del bene e del male che si contendono le anime.